# Chokri El Ouaer
Chokri El Ouaer (in arabo شكري الواعر‎?; Tunisi, 15 agosto 1966) è un ex calciatore tunisino, di ruolo portiere.

## Carriera

### Club
La sua carriera si svolse principalmente nell'Espérance de Tunis, con cui vinse - tra gli altri - 10 campionati nazionali, quattro coppe di lega e una Champions League araba. Attirato l'interesse dei club europei, nel 2001 ricevette una lunga squalifica per aver simulato un infortunio.
All'età di 35 anni, fu acquistato dal Genoa: in rossoblu ritrovò come allenatore Franco Scoglio, suo tecnico già ai tempi della Nazionale. L'esperienza a Genova fu breve, con appena cinque presenze e la vittoria nel derby con la Sampdoria. A causa dei dissidi con la società, nel gennaio 2002 rescisse il contratto per fare ritorno in patria.

### Nazionale
Con la selezione tunisina partecipò a 4 edizioni della Coppa d'Africa, risultando fondamentale per il secondo posto ottenuto nel 1996: nei quarti di finale neutralizzò due rigori al Gabon, segnando poi il gol decisivo dal dischetto. Le Aquile persero la finale contro il Sudafrica.
Ha inoltre preso parte al Mondiale 1998, saltando invece per infortunio quello del 2002.

## Dopo il ritiro
Nel febbraio 2019, il tribunale di Tunisi ha emesso un mandato di arresto contro di lui per transazione immobiliare fraudolenta. Portato in carcere, a seguito di una campagna popolare, è stato poi rimesso in libertà nell'aprile seguente.

## Statistiche

### Cronologia presenze e reti in nazionale
| Cronologia completa delle presenze e delle reti in nazionale ― Tunisia | Cronologia completa delle presenze e delle reti in nazionale ― Tunisia | Cronologia completa delle presenze e delle reti in nazionale ― Tunisia | Cronologia completa delle presenze e delle reti in nazionale ― Tunisia | Cronologia completa delle presenze e delle reti in nazionale ― Tunisia | Cronologia completa delle presenze e delle reti in nazionale ― Tunisia | Cronologia completa delle presenze e delle reti in nazionale ― Tunisia | Cronologia completa delle presenze e delle reti in nazionale ― Tunisia |
| Data                                                                   | Città                                                                  | In casa                                                                | Risultato                                                              | Ospiti                                                                 | Competizione                                                           | Reti                                                                   | Note                                                                   |
| ---------------------------------------------------------------------- | ---------------------------------------------------------------------- | ---------------------------------------------------------------------- | ---------------------------------------------------------------------- | ---------------------------------------------------------------------- | ---------------------------------------------------------------------- | ---------------------------------------------------------------------- | ---------------------------------------------------------------------- |
| 9-8-1990                                                               | Tunisi                                                                 | Tunisia                                                                | 0 – 0                                                                  | Marocco                                                                | Amichevole                                                             | -                                                                      | Ingresso                                                               |
| 7-11-1990                                                              | Biserta                                                                | Tunisia                                                                | 1 – 3                                                                  | Norvegia                                                               | Amichevole                                                             | -1                                                                     | 64’                                                                    |
| 18-11-1990                                                             | Addis Abeba                                                            | Etiopia                                                                | 0 – 2                                                                  | Tunisia                                                                | Qual. Coppa d'Africa 1992                                              | -                                                                      |                                                                        |
| 28-4-1991                                                              | N'Djamena                                                              | Ciad                                                                   | 0 – 0                                                                  | Tunisia                                                                | Qual. Coppa d'Africa 1992                                              | -                                                                      |                                                                        |
| 26-7-1991                                                              | Il Cairo                                                               | Egitto                                                                 | 2 – 2                                                                  | Tunisia                                                                | Qual. Coppa d'Africa 1992                                              | -2                                                                     |                                                                        |
| 22-2-1992                                                              | Tunisi                                                                 | Tunisia                                                                | 1 – 1                                                                  | Nigeria                                                                | Amichevole                                                             | -1                                                                     |                                                                        |
| 26-2-1992                                                              | Tunisi                                                                 | Tunisia                                                                | 2 – 1                                                                  | Belgio                                                                 | Amichevole                                                             | -1                                                                     |                                                                        |
| 22-4-1992                                                              | Tunisi                                                                 | Tunisia                                                                | 0 – 1                                                                  | Svezia                                                                 | Amichevole                                                             | -1                                                                     |                                                                        |
| 23-9-1992                                                              | Tunisi                                                                 | Tunisia                                                                | 1 – 1                                                                  | Algeria                                                                | Amichevole                                                             | -1                                                                     | Uscita                                                                 |
| 11-10-1992                                                             | Tunisi                                                                 | Tunisia                                                                | 5 – 1                                                                  | Benin                                                                  | Qual. Mondiali 1994                                                    | -1                                                                     |                                                                        |
| 25-10-1992                                                             | Addis Abeba                                                            | Etiopia                                                                | 0 – 0                                                                  | Tunisia                                                                | Qual. Mondiali 1994                                                    | -                                                                      |                                                                        |
| 20-12-1992                                                             | Tunisi                                                                 | Tunisia                                                                | 1 – 1                                                                  | Marocco                                                                | Qual. Mondiali 1994                                                    | -1                                                                     |                                                                        |
| 10-1-1993                                                              | Béja                                                                   | Tunisia                                                                | 3 – 0                                                                  | Bulgaria                                                               | Amichevole                                                             | -                                                                      |                                                                        |
| 17-1-1993                                                              | Cotonou                                                                | Benin                                                                  | 0 – 5                                                                  | Tunisia                                                                | Qual. Mondiali 1994                                                    | -                                                                      |                                                                        |
| 31-1-1993                                                              | Tunisi                                                                 | Tunisia                                                                | 3 – 0                                                                  | Etiopia                                                                | Qual. Mondiali 1994                                                    | -                                                                      |                                                                        |
| 28-2-1993                                                              | Casablanca                                                             | Marocco                                                                | 0 – 0                                                                  | Tunisia                                                                | Qual. Mondiali 1994                                                    | -                                                                      |                                                                        |
| 17-3-1993                                                              | Tunisi                                                                 | Tunisia                                                                | 0 – 1                                                                  | Svizzera                                                               | Amichevole                                                             | -1                                                                     |                                                                        |
| 22-9-1993                                                              | Tunisi                                                                 | Tunisia                                                                | 1 – 1                                                                  | Germania                                                               | Amichevole                                                             | -1                                                                     |                                                                        |
| 17-10-1993                                                             | Tunisi                                                                 | Tunisia                                                                | 3 – 1                                                                  | Islanda                                                                | Amichevole                                                             | -1                                                                     |                                                                        |
| 5-11-1993                                                              | Tunisi                                                                 | Tunisia                                                                | 4 – 0                                                                  | Gabon                                                                  | Coppa 7 novembre 1993 - Semifinale                                     | -                                                                      |                                                                        |
| 7-11-1993                                                              | Tunisi                                                                 | Tunisia                                                                | 2 – 1                                                                  | Egitto                                                                 | Coppa 7 novembre 1993 - Finale                                         | -1                                                                     |                                                                        |
| 19-1-1994                                                              | Tunisi                                                                 | Tunisia                                                                | 2 – 2                                                                  | Paesi Bassi                                                            | Amichevole                                                             | -2                                                                     |                                                                        |
| 10-2-1994                                                              | Ta' Qali                                                               | Tunisia                                                                | 2 – 2                                                                  | Slovenia                                                               | Torneo di Malta 1994                                                   | -2                                                                     |                                                                        |
| 12-2-1994                                                              | Ta' Qali                                                               | Georgia                                                                | 2 – 0                                                                  | Tunisia                                                                | Torneo di Malta 1994                                                   | -2                                                                     |                                                                        |
| 17-3-1994                                                              | Tunisi                                                                 | Tunisia                                                                | 4 – 2                                                                  | Niger                                                                  | Amichevole                                                             | -2                                                                     |                                                                        |
| 26-3-1994                                                              | Tunisi                                                                 | Tunisia                                                                | 0 – 2                                                                  | Mali                                                                   | Coppa d'Africa 1994 - 1º turno                                         | -2                                                                     |                                                                        |
| 30-3-1994                                                              | Tunisi                                                                 | Tunisia                                                                | 1 – 1                                                                  | Zaire                                                                  | Coppa d'Africa 1994 - 1º turno                                         | -1                                                                     |                                                                        |
| 8-11-1994                                                              | Tunisi                                                                 | Tunisia                                                                | 2 – 0                                                                  | Costa d'Avorio                                                         | Amichevole                                                             | -                                                                      |                                                                        |
| 13-11-1994                                                             | Tunisi                                                                 | Tunisia                                                                | 1 – 1                                                                  | Togo                                                                   | Qual. Coppa d'Africa 1996                                              | -1                                                                     |                                                                        |
| 2-1-1995                                                               | Susa                                                                   | Tunisia                                                                | 2 – 0                                                                  | Egitto                                                                 | Amichevole                                                             | -                                                                      | 46’                                                                    |
| 7-1-1995                                                               | Ziguinchor                                                             | Senegal                                                                | 0 – 0                                                                  | Tunisia                                                                | Qual. Coppa d'Africa 1996                                              | -                                                                      | Uscita                                                                 |
| 29-1-1995                                                              | Tunisi                                                                 | Tunisia                                                                | 1 – 0                                                                  | Mauritania                                                             | Qual. Coppa d'Africa 1996                                              | -                                                                      |                                                                        |
| 10-2-1995                                                              | Sfax                                                                   | Tunisia                                                                | 0 – 0                                                                  | Liberia                                                                | Qual. Coppa d'Africa 1996                                              | -                                                                      |                                                                        |
| 14-4-1995                                                              | Porto Said                                                             | Egitto                                                                 | 1 – 0                                                                  | Tunisia                                                                | Amichevole                                                             | -1                                                                     |                                                                        |
| 23-4-1995                                                              | Monrovia                                                               | Liberia                                                                | 1 – 0                                                                  | Tunisia                                                                | Qual. Coppa d'Africa 1996                                              | -1                                                                     |                                                                        |
| 4-6-1995                                                               | Lomé                                                                   | Togo                                                                   | 0 – 1                                                                  | Tunisia                                                                | Qual. Coppa d'Africa 1996                                              | -                                                                      |                                                                        |
| 15-7-1995                                                              | Tunisi                                                                 | Tunisia                                                                | 4 – 0                                                                  | Senegal                                                                | Qual. Coppa d'Africa 1996                                              | -                                                                      |                                                                        |
| 22-7-1995                                                              | Algeri                                                                 | Algeria                                                                | 2 – 1                                                                  | Tunisia                                                                | Amichevole                                                             | -2                                                                     |                                                                        |
| 30-7-1995                                                              | Nouakchott                                                             | Mauritania                                                             | 0 – 0                                                                  | Tunisia                                                                | Qual. Coppa d'Africa 1996                                              | -                                                                      |                                                                        |
| 27-10-1995                                                             | Ouagadougou                                                            | Burkina Faso                                                           | 2 – 2                                                                  | Tunisia                                                                | Amichevole                                                             | -2                                                                     |                                                                        |
| 3-1-1996                                                               | Rabat                                                                  | Marocco                                                                | 3 – 1                                                                  | Tunisia                                                                | Amichevole                                                             | -3                                                                     |                                                                        |
| 8-1-1996                                                               | Ismailia                                                               | Egitto                                                                 | 2 – 1                                                                  | Tunisia                                                                | Amichevole                                                             | -2                                                                     |                                                                        |
| 16-1-1996                                                              | Port Elizabeth                                                         | Tunisia                                                                | 1 – 1                                                                  | Mozambico                                                              | Coppa d'Africa 1996 - 1º turno                                         | -1                                                                     |                                                                        |
| 19-1-1996                                                              | Port Elizabeth                                                         | Ghana                                                                  | 2 – 1                                                                  | Tunisia                                                                | Coppa d'Africa 1996 - 1º turno                                         | -2                                                                     |                                                                        |
| 25-1-1996                                                              | Port Elizabeth                                                         | Tunisia                                                                | 3 – 1                                                                  | Costa d'Avorio                                                         | Coppa d'Africa 1996 - 1º turno                                         | -1                                                                     |                                                                        |
| 28-1-1996                                                              | Durban                                                                 | Gabon                                                                  | 1 – 1 dts (4 - 1 dtr)                                                  | Tunisia                                                                | Coppa d'Africa 1996 - Quarti di finale                                 | -1                                                                     |                                                                        |
| 31-1-1996                                                              | Durban                                                                 | Zambia                                                                 | 2 – 4                                                                  | Tunisia                                                                | Coppa d'Africa 1996 - Semifinale                                       | -2                                                                     |                                                                        |
| 3-2-1996                                                               | Johannesburg                                                           | Sudafrica                                                              | 2 – 0                                                                  | Tunisia                                                                | Coppa d'Africa 1996 - Finale                                           | -2                                                                     |                                                                        |
| 26-5-1996                                                              | Tunisi                                                                 | Tunisia                                                                | 2 – 0                                                                  | Senegal                                                                | Amichevole                                                             | -                                                                      |                                                                        |
| 2-6-1996                                                               | Kigali                                                                 | Ruanda                                                                 | 1 – 3                                                                  | Tunisia                                                                | Qual. Mondiali 1998                                                    | -1                                                                     | 35’                                                                    |
| 16-6-1996                                                              | Tunisi                                                                 | Tunisia                                                                | 2 – 0                                                                  | Ruanda                                                                 | Qual. Mondiali 1998                                                    | -                                                                      |                                                                        |
| 27-4-1997                                                              | Tunisi                                                                 | Tunisia                                                                | 2 – 0                                                                  | Liberia                                                                | Qual. Mondiali 1998                                                    | -                                                                      | 87’                                                                    |
| 2-5-1998                                                               | Susa                                                                   | Tunisia                                                                | 1 – 1                                                                  | Georgia                                                                | Amichevole                                                             | -1                                                                     | Uscita                                                                 |
| 27-5-1998                                                              | Vienna                                                                 | Austria                                                                | 2 – 1                                                                  | Tunisia                                                                | Amichevole                                                             | -2                                                                     |                                                                        |
| 6-6-1998                                                               | Tunisi                                                                 | Tunisia                                                                | 4 – 0                                                                  | Galles                                                                 | Amichevole                                                             | -                                                                      |                                                                        |
| 15-6-1998                                                              | Marsiglia                                                              | Inghilterra                                                            | 2 – 0                                                                  | Tunisia                                                                | Mondiali 1998 - 1º turno                                               | -2                                                                     |                                                                        |
| 22-6-1998                                                              | Montpellier                                                            | Colombia                                                               | 1 – 0                                                                  | Tunisia                                                                | Mondiali 1998 - 1º turno                                               | -1                                                                     |                                                                        |
| 26-6-1998                                                              | Saint-Denis                                                            | Romania                                                                | 1 – 1                                                                  | Tunisia                                                                | Mondiali 1998 - 1º turno                                               | -1                                                                     |                                                                        |
| 4-10-1998                                                              | Tunisi                                                                 | Tunisia                                                                | 2 – 1                                                                  | Liberia                                                                | Qual. Coppa d'Africa 2000                                              | -1                                                                     |                                                                        |
| 10-11-1998                                                             | Tunisi                                                                 | Tunisia                                                                | 3 – 0                                                                  | Lettonia                                                               | Amichevole                                                             | -                                                                      |                                                                        |
| 24-1-1999                                                              | Algeri                                                                 | Algeria                                                                | 0 – 1                                                                  | Tunisia                                                                | Qual. Coppa d'Africa 2000                                              | -                                                                      |                                                                        |
| 10-2-1999                                                              | Tunisi                                                                 | Tunisia                                                                | 0 – 1                                                                  | Svezia                                                                 | Amichevole                                                             | -                                                                      | 46’                                                                    |
| 27-2-1999                                                              | Tunisi                                                                 | Tunisia                                                                | 6 – 0                                                                  | Uganda                                                                 | Qual. Coppa d'Africa 2000                                              | -                                                                      |                                                                        |
| 10-4-1999                                                              | Kampala                                                                | Uganda                                                                 | 0 – 2                                                                  | Tunisia                                                                | Qual. Coppa d'Africa 2000                                              | -                                                                      |                                                                        |
| 6-6-1999                                                               | Tunisi                                                                 | Tunisia                                                                | 2 – 0                                                                  | Algeria                                                                | Qual. Coppa d'Africa 2000                                              | -                                                                      | 40’                                                                    |
| 16-10-1999                                                             | Tunisi                                                                 | Tunisia                                                                | 1 – 0                                                                  | Emirati Arabi Uniti                                                    | Amichevole                                                             | -                                                                      |                                                                        |
| 31-10-1999                                                             | Tunisi                                                                 | Tunisia                                                                | 2 – 1                                                                  | Zambia                                                                 | Amichevole                                                             | -1                                                                     | Uscita                                                                 |
| 7-1-2000                                                               | Tunisi                                                                 | Tunisia                                                                | 7 – 0                                                                  | Togo                                                                   | Amichevole                                                             | -                                                                      | Uscita                                                                 |
| 23-1-2000                                                              | Lagos                                                                  | Nigeria                                                                | 4 – 2                                                                  | Tunisia                                                                | Coppa d'Africa 2000 - 1º turno                                         | -4                                                                     |                                                                        |
| 29-1-2000                                                              | Lagos                                                                  | Tunisia                                                                | 0 – 0                                                                  | Marocco                                                                | Coppa d'Africa 2000 - 1º turno                                         | -                                                                      |                                                                        |
| 3-2-2000                                                               | Kano                                                                   | Tunisia                                                                | 1 – 0                                                                  | Rep. del Congo                                                         | Coppa d'Africa 2000 - 1º turno                                         | -                                                                      | Ammonizione                                                            |
| 7-2-2000                                                               | Kano                                                                   | Egitto                                                                 | 0 – 1                                                                  | Tunisia                                                                | Coppa d'Africa 2000 - Quarti di finale                                 | -                                                                      |                                                                        |
| 10-2-2000                                                              | Accra                                                                  | Camerun                                                                | 3 – 0                                                                  | Tunisia                                                                | Coppa d'Africa 2000 - Semifinale                                       | -3                                                                     |                                                                        |
| 12-2-2000                                                              | Accra                                                                  | Sudafrica                                                              | 2 – 2 dts (4 - 3 dtr)                                                  | Tunisia                                                                | Coppa d'Africa 2000 - Finale 3º posto                                  | -2                                                                     |                                                                        |
| 12-3-2000                                                              | Birmingham                                                             | Stati Uniti                                                            | 1 – 1                                                                  | Tunisia                                                                | Amichevole                                                             | -1                                                                     |                                                                        |
| 7-4-2000                                                               | Nouakchott                                                             | Mauritania                                                             | 1 – 2                                                                  | Tunisia                                                                | Qual. Mondiali 2002                                                    | -1                                                                     | 84’                                                                    |
| 22-4-2000                                                              | Tunisi                                                                 | Tunisia                                                                | 3 – 0                                                                  | Mauritania                                                             | Qual. Mondiali 2002                                                    | -                                                                      |                                                                        |
| 11-6-2000                                                              | Tunisi                                                                 | Tunisia                                                                | 4 – 1                                                                  | Senegal                                                                | Amichevole                                                             | -1                                                                     | Uscita                                                                 |
| 18-6-2000                                                              | Abidjan                                                                | Costa d'Avorio                                                         | 2 – 2                                                                  | Tunisia                                                                | Qual. Mondiali 2002                                                    | -2                                                                     |                                                                        |
| 28-6-2000                                                              | Tunisi                                                                 | Tunisia                                                                | 2 – 2                                                                  | Algeria                                                                | Amichevole                                                             | -2                                                                     | 46’                                                                    |
| 8-7-2000                                                               | Tunisi                                                                 | Tunisia                                                                | 1 – 0                                                                  | Madagascar                                                             | Qual. Mondiali 2002                                                    | -                                                                      |                                                                        |
| 7-10-2000                                                              | Tunisi                                                                 | Tunisia                                                                | 4 – 2                                                                  | Gabon                                                                  | Qual. Coppa d'Africa 2002                                              | -2                                                                     |                                                                        |
| 15-11-2000                                                             | Tunisi                                                                 | Tunisia                                                                | 1 – 1                                                                  | Svizzera                                                               | Amichevole                                                             | -1                                                                     |                                                                        |
| 13-1-2001                                                              | Tunisi                                                                 | Tunisia                                                                | 0 – 1                                                                  | Marocco                                                                | Qual. Coppa d'Africa 2002                                              | -1                                                                     | 45’                                                                    |
| 28-1-2001                                                              | Pointe-Noire                                                           | Rep. del Congo                                                         | 1 – 2                                                                  | Tunisia                                                                | Qual. Mondiali 2002                                                    | -1                                                                     |                                                                        |
| 25-2-2001                                                              | Tunisi                                                                 | Tunisia                                                                | 6 – 0                                                                  | RD del Congo                                                           | Qual. Mondiali 2002                                                    | -                                                                      |                                                                        |
| 24-3-2001                                                              | Rabat                                                                  | Marocco                                                                | 2 – 0                                                                  | Tunisia                                                                | Qual. Coppa d'Africa 2002                                              | -2                                                                     |                                                                        |
| 5-5-2001                                                               | Antananarivo                                                           | Madagascar                                                             | 0 – 2                                                                  | Tunisia                                                                | Qual. Mondiali 2002                                                    | -                                                                      |                                                                        |
| 20-5-2001                                                              | Tunisi                                                                 | Tunisia                                                                | 1 – 1                                                                  | Costa d'Avorio                                                         | Qual. Mondiali 2002                                                    | -1                                                                     |                                                                        |
| 2-6-2001                                                               | Libreville                                                             | Gabon                                                                  | 1 – 1                                                                  | Tunisia                                                                | Qual. Coppa d'Africa 2002                                              | -1                                                                     |                                                                        |
| 28-11-2001                                                             | Tunisi                                                                 | Tunisia                                                                | 1 – 0                                                                  | Togo                                                                   | Amichevole                                                             | -                                                                      |                                                                        |
| 11-1-2002                                                              | Tunisi                                                                 | Tunisia                                                                | 0 – 1                                                                  | Camerun                                                                | Amichevole                                                             | -1                                                                     | 77’                                                                    |
| 21-1-2002                                                              | Bamako                                                                 | Zambia                                                                 | 0 – 0                                                                  | Tunisia                                                                | Coppa d'Africa 2002 - 1º turno                                         | -                                                                      |                                                                        |
| 25-1-2002                                                              | Bamako                                                                 | Egitto                                                                 | 1 – 0                                                                  | Tunisia                                                                | Coppa d'Africa 2002 - 1º turno                                         | -1                                                                     |                                                                        |
| 31-1-2002                                                              | Kayes                                                                  | Senegal                                                                | 0 – 0                                                                  | Tunisia                                                                | Coppa d'Africa 2002 - 1º turno                                         | -                                                                      |                                                                        |
| 27-3-2002                                                              | Tunisi                                                                 | Tunisia                                                                | 0 – 0                                                                  | Norvegia                                                               | Amichevole                                                             | -                                                                      |                                                                        |
| Totale                                                                 |                                                                        | Presenze                                                               | 96                                                                     |                                                                        | Reti                                                                   | -82                                                                    |                                                                        |

| Cronologia completa delle presenze e delle reti in nazionale ― Tunisia olimpica | Cronologia completa delle presenze e delle reti in nazionale ― Tunisia olimpica | Cronologia completa delle presenze e delle reti in nazionale ― Tunisia olimpica | Cronologia completa delle presenze e delle reti in nazionale ― Tunisia olimpica | Cronologia completa delle presenze e delle reti in nazionale ― Tunisia olimpica | Cronologia completa delle presenze e delle reti in nazionale ― Tunisia olimpica | Cronologia completa delle presenze e delle reti in nazionale ― Tunisia olimpica | Cronologia completa delle presenze e delle reti in nazionale ― Tunisia olimpica |
| Data                                                                            | Città                                                                           | In casa                                                                         | Risultato                                                                       | Ospiti                                                                          | Competizione                                                                    | Reti                                                                            | Note                                                                            |
| ------------------------------------------------------------------------------- | ------------------------------------------------------------------------------- | ------------------------------------------------------------------------------- | ------------------------------------------------------------------------------- | ------------------------------------------------------------------------------- | ------------------------------------------------------------------------------- | ------------------------------------------------------------------------------- | ------------------------------------------------------------------------------- |
| 20-7-1996                                                                       | Washington                                                                      | Portogallo olimpica                                                             | 2 – 0                                                                           | Tunisia olimpica                                                                | Olimpiadi 1996 - 1º turno                                                       | -2                                                                              |                                                                                 |
| 22-7-1996                                                                       | Birmingham                                                                      | Stati Uniti olimpica                                                            | 2 – 0                                                                           | Tunisia olimpica                                                                | Olimpiadi 1996 - 1º turno                                                       | -2                                                                              |                                                                                 |
| 24-7-1996                                                                       | Birmingham                                                                      | Argentina olimpica                                                              | 1 – 1                                                                           | Tunisia olimpica                                                                | Olimpiadi 1996 - 1º turno                                                       | -1                                                                              |                                                                                 |
| Totale                                                                          |                                                                                 | Presenze                                                                        | 3                                                                               |                                                                                 | Reti                                                                            | -5                                                                              |                                                                                 |

| Cronologia completa delle presenze e delle reti in nazionale ― Tunisia under 20 | Cronologia completa delle presenze e delle reti in nazionale ― Tunisia under 20 | Cronologia completa delle presenze e delle reti in nazionale ― Tunisia under 20 | Cronologia completa delle presenze e delle reti in nazionale ― Tunisia under 20 | Cronologia completa delle presenze e delle reti in nazionale ― Tunisia under 20 | Cronologia completa delle presenze e delle reti in nazionale ― Tunisia under 20 | Cronologia completa delle presenze e delle reti in nazionale ― Tunisia under 20 | Cronologia completa delle presenze e delle reti in nazionale ― Tunisia under 20 |
| Data                                                                            | Città                                                                           | In casa                                                                         | Risultato                                                                       | Ospiti                                                                          | Competizione                                                                    | Reti                                                                            | Note                                                                            |
| ------------------------------------------------------------------------------- | ------------------------------------------------------------------------------- | ------------------------------------------------------------------------------- | ------------------------------------------------------------------------------- | ------------------------------------------------------------------------------- | ------------------------------------------------------------------------------- | ------------------------------------------------------------------------------- | ------------------------------------------------------------------------------- |
| 24-8-1985                                                                       | Erevan                                                                          | Tunisia under 20                                                                | 0 – 2                                                                           | Bulgaria under 20                                                               | Mondiali Under-20 1985 - 1º turno                                               | -2                                                                              |                                                                                 |
| 26-8-1985                                                                       | Erevan                                                                          | Ungheria under 20                                                               | 2 – 1                                                                           | Tunisia under 20                                                                | Mondiali Under-20 1985 - 1º turno                                               | -2                                                                              |                                                                                 |
| 29-8-1985                                                                       | Armavir                                                                         | Colombia under 20                                                               | 2 – 1                                                                           | Tunisia under 20                                                                | Mondiali Under-20 1985 - 1º turno                                               | -2                                                                              |                                                                                 |
| Totale                                                                          |                                                                                 | Presenze                                                                        | 3                                                                               |                                                                                 | Reti                                                                            | -6                                                                              |                                                                                 |

## Palmarès

### Club

#### Competizioni nazionali
- Campionato tunisino: 10

Espérance: 1988, 1989, 1991, 1993, 1994, 1998, 1999, 2000, 2001, 2002
- Coppa di Tunisia: 3

Espérance: 1989, 1991, 1997, 1999

#### Competizioni internazionali
- Champions League araba: 1

Espérance: 1993
- CAF Champions League: 1

Espérance: 1994
- Supercoppa CAF: 1

Espérance: 1995
- Coppa dei Campioni afro-asiatica: 1

Espérance: 1995
- Coppa CAF: 1

Espérance: 1997
- Coppa delle Coppe d'Africa: 1

Espérance: 1998